# Tibouchinopsis glutinosa
Tibouchinopsis glutinosa är en tvåhjärtbladig växtart som beskrevs av Markgr.. Tibouchinopsis glutinosa ingår i släktet Tibouchinopsis och familjen Melastomataceae. Inga underarter finns listade i Catalogue of Life.